# Pottendorfer Linie
| |                                                                     |                                            |                                            |
| Streckennummer (ÖBB): | 106 01 119 01 (Gramatneusiedl – Wampersdorf)                        |                                            |                                            |
| Kursbuchstrecke (ÖBB): | 511 (Wien Hbf – Wiener Neustadt Hbf) 512 (Wien Hbf – Deutschkreutz) |                                            |                                            |
| Streckenlänge: | 51,010 km                                                           |                                            |                                            |
| Spurweite: | 1435 mm (Normalspur)                                                |                                            |                                            |
| Netzkategorie: | A                                                                   |                                            |                                            |
| Stromsystem: | 15 kV / 16,7 Hz ~                                                   |                                            |                                            |
| Maximale Neigung: | 8,4 ‰                                                               |                                            |                                            |
| Minimaler Radius: | 300 m                                                               |                                            |                                            |
| Streckengeschwindigkeit: | 160 km/h                                                            |                                            |                                            |
| Zweigleisigkeit: | Wien Meidling – Wiener Neustadt Hbf                                 |                                            |                                            |
| |                                                                     |                                            |                                            |
| \| \| \| Südbahn \| von Wien Hbf \| \| \| −0,095 \| Wien Meidling \| 210 m ü. A. \| \| \| \| Donauländebahn von Wien Penzing \| \| \| \| \| Oswaldschleife \| \| \| \| \| \| \| \| \| 1,412 \| Wien Matzleinsdorf-Altmannsdorf \| 216 m ü. A. \| \| \| \| \| \| \| \| \| Lainzer Tunnel \| \| \| \| \| Anschlussgleis Lokalbahn Wien–Baden \| \| \| \| \| B 17 \| \| \| \| \| A 23 \| \| \| \| 4,184 \| Inzersdorf Ort \| 193 m ü. A. \| \| \| \| \| \| \| \| \| Donauländebahn zur Winterhafenbrücke \| \| \| \| \| Liesing (L 17,50 m) \| \| \| \| 6,296 \| Wien Blumental \| Wien Blumental \| \| \| 7,300 \| Wien Süd Güterzentrum \| Wien Süd Güterzentrum \| \| \| 8,500 \| Wien Süd Güterzentrum Einfahrt Süd \| Wien Süd Güterzentrum Einfahrt Süd \| \| \| 9,420 \| Hennersdorf \| 188 m ü. A. \| \| \| \| Aspangbahn \| \| \| \| 12,767 \| Aspangbahn \| Aspangbahn \| \| \| 13,157 \| Achau \| 177 m ü. A. \| \| \| 13,829 \| Mödlingbach (L 32,00 m) \| Mödlingbach (L 32,00 m) \| \| \| 14,470 \| Lobenbach (L 2x10,43 m) \| Lobenbach (L 2x10,43 m) \| \| \| 14,782 \| Aubach (L 12,40 m) \| Aubach (L 12,40 m) \| \| \| 18,651 \| Triesting (L 35,60 m) \| Triesting (L 35,60 m) \| \| \| 19,030 \| Münchendorf \| 186 m ü. A. \| \| \| \| Beginn der Neutrassierung (seit 2023)[1] \| \| \| \| 25,274 \| Kalter Gang (L 7,20 m) \| Kalter Gang (L 7,20 m) \| \| \| 26,352 \| Piesting (L 2x7,27 m) \| Piesting (L 2x7,27 m) \| \| \| 27,229 \| Ebreichsdorf (bis 1. Juli 2023) \| 203 m ü. A. \| \| \| 27,361 \| Ebreichsdorf (seit 4. September 2023) \| Ebreichsdorf (seit 4. September 2023) \| \| \| 28,047 \| Fischa (L 7,96 m) \| Fischa (L 7,96 m) \| \| \| 28,295 \| Weigelsdorf (bis 1. Juli 2023) \| 203 m ü. A. \| \| \| \| Ende Neutrassierung \| \| \| \| \| Ostbahn von Wien Hbf \| \| \| \| 13,517 \| Gramatneusiedl \| 182 m ü. A. \| \| \| \| Ostbahn nach Hegyeshalom \| \| \| \| 11,312 \| Reisenberg-Marienthal \| 181 m ü. A. \| \| \| 8,003 \| Mitterndorf-Moosbrunn \| 187 m ü. A. \| \| \| 2,536 \| Unterwaltersdorf (Awanst) \| 201 m ü. A. \| \| \| \| \| \| \| \| 30,811−0,587 \| Wampersdorf (neuer Bahnhof) \| 209 m ü. A. \| \| \| 30,2240,000 \| Wampersdorf (alter Bahnhof) \| Wampersdorf (alter Bahnhof) \| \| \| 32,710 \| A 3 \| A 3 \| \| \| 33,380 \| Anschlussbahn (Awanst) Fa. Polsterer \| Anschlussbahn (Awanst) Fa. Polsterer \| \| \| 33,999 \| Pottendorf-Landegg vorm. Bahnhof \| 220 m ü. A. \| \| \| \| Abzweig Bahnhof Ebenfurth \| \| \| \| \| Raaberbahn von Sopron \| \| \| \| 37,815 \| B 60 \| B 60 \| \| \| 38,074 \| Ebenfurth \| 230 m ü. A. \| \| \| \| \| \| \| \| 39,11439,200 \| Fehlerprofil (−86 m) \| Fehlerprofil (−86 m) \| \| \| \| Lokalbahn Ebenfurth–Wittmannsdorf \| \| \| \| 41,689 \| Untereggendorf \| 252 m ü. A. \| \| \| 43,816 \| Obereggendorf \| 252 m ü. A. \| \| \| 44,206 \| Anschlussbahn Fa. Hofer \| Anschlussbahn Fa. Hofer \| \| \| 45,441 \| Ostumfahrung Wr. Neustadt \| Ostumfahrung Wr. Neustadt \| \| \| 47,01047,100 \| Fehlerprofil (−90 m) \| Fehlerprofil (−90 m) \| \| \| 47,690 \| Wiener Neustadt Civitas Nova \| 263 m ü. A. \| \| \| \| \| \| \| \| 48,450 \| Wiener Neustadt Hbf-Schleppbf \| 265 m ü. A. \| \| \| \| \| \| \| \| 48,476 \| B 17 \| B 17 \| \| \| \| Südbahn von Wien Hbf \| \| \| \| 49,797 \| Wiener Neustadt Hbf Gleisgruppe 200 \| Wiener Neustadt Hbf Gleisgruppe 200 \| \| \| 50,915 \| Wiener Neustadt Hbf \| 268 m ü. A. \| \| \| \| \| \| \| \| \| Schneebergbahn nach Puchberg am Schneeberg \| \| \| \| \| Mattersburger Bahn nach Sopron \| \| \| \| \| Aspangbahn nach Aspang \| \| \| \| \| Südbahn nach Spielfeld-Straß \| \| |                                                                     |                                            |                                            |
| Strecke |                                                                     | Südbahn                                    | von Wien Hbf                               |
| Bahnhof | −0,095                                                              | Wien Meidling                              | 210 m ü. A.                                |
| Strecke von rechts |                                                                     | Donauländebahn von Wien Penzing            | Donauländebahn von Wien Penzing            |
| Abzweig geradeaus und nach links · Kreuzung geradeaus unten · Strecke nach rechts |                                                                     | Oswaldschleife                             | Oswaldschleife                             |
| |                                                                     |                                            |                                            |
| Blockstelle | 1,412                                                               | Wien Matzleinsdorf-Altmannsdorf            | 216 m ü. A.                                |
| Kreuzung mit Tunnelstrecke · Strecke von rechts |                                                                     |                                            |                                            |
| Strecke · Tunnelende |                                                                     | Lainzer Tunnel                             | Lainzer Tunnel                             |
| Abzweig geradeaus und nach rechts |                                                                     | Anschlussgleis Lokalbahn Wien–Baden        | Anschlussgleis Lokalbahn Wien–Baden        |
| |                                                                     | B 17                                       |                                            |
| Strecke mit Straßenbrücke |                                                                     | A 23                                       | A 23                                       |
| Dienststation / Betriebs- oder Güterbahnhof | 4,184                                                               | Inzersdorf Ort                             | 193 m ü. A.                                |
| |                                                                     |                                            |                                            |
| |                                                                     | Donauländebahn zur Winterhafenbrücke       |                                            |
| Brücke über Wasserlauf |                                                                     | Liesing (L 17,50 m)                        | Liesing (L 17,50 m)                        |
| Bahnhof | 6,296                                                               | Wien Blumental                             | Wien Blumental                             |
| Dienststation / Betriebs- oder Güterbahnhof | 7,300                                                               | Wien Süd Güterzentrum                      | Wien Süd Güterzentrum                      |
| Dienststation / Betriebs- oder Güterbahnhof | 8,500                                                               | Wien Süd Güterzentrum Einfahrt Süd         | Wien Süd Güterzentrum Einfahrt Süd         |
| Bahnhof | 9,420                                                               | Hennersdorf                                | 188 m ü. A.                                |
| Kreuzung geradeaus unten |                                                                     | Aspangbahn                                 | Aspangbahn                                 |
| Kreuzung geradeaus unten (Querstrecke außer Betrieb) | 12,767                                                              | Aspangbahn                                 | Aspangbahn                                 |
| Bahnhof | 13,157                                                              | Achau                                      | 177 m ü. A.                                |
| Brücke über Wasserlauf | 13,829                                                              | Mödlingbach (L 32,00 m)                    | Mödlingbach (L 32,00 m)                    |
| Brücke über Wasserlauf | 14,470                                                              | Lobenbach (L 2x10,43 m)                    | Lobenbach (L 2x10,43 m)                    |
| Brücke über Wasserlauf | 14,782                                                              | Aubach (L 12,40 m)                         | Aubach (L 12,40 m)                         |
| Brücke über Wasserlauf | 18,651                                                              | Triesting (L 35,60 m)                      | Triesting (L 35,60 m)                      |
| Bahnhof | 19,030                                                              | Münchendorf                                | 186 m ü. A.                                |
| |                                                                     | Beginn der Neutrassierung (seit 2023)      |                                            |
| | 25,274                                                              | Kalter Gang (L 7,20 m)                     | Kalter Gang (L 7,20 m)                     |
| | 26,352                                                              | Piesting (L 2x7,27 m)                      | Piesting (L 2x7,27 m)                      |
| Bahnhof | 27,229                                                              | Ebreichsdorf (bis 1. Juli 2023)            | 203 m ü. A.                                |
| Strecke | 27,361                                                              | Ebreichsdorf (seit 4. September 2023)      | Ebreichsdorf (seit 4. September 2023)      |
| | 28,047                                                              | Fischa (L 7,96 m)                          | Fischa (L 7,96 m)                          |
| Haltepunkt / Haltestelle | 28,295                                                              | Weigelsdorf (bis 1. Juli 2023)             | 203 m ü. A.                                |
| |                                                                     | Ende Neutrassierung                        |                                            |
| Strecke von links |                                                                     | Ostbahn von Wien Hbf                       | Ostbahn von Wien Hbf                       |
| Strecke | 13,517                                                              | Gramatneusiedl                             | 182 m ü. A.                                |
| Strecke geradeaus und nach links |                                                                     | Ostbahn nach Hegyeshalom                   | Ostbahn nach Hegyeshalom                   |
| Strecke · Haltepunkt / Haltestelle | 11,312                                                              | Reisenberg-Marienthal                      | 181 m ü. A.                                |
| Strecke | 8,003                                                               | Mitterndorf-Moosbrunn                      | 187 m ü. A.                                |
| Strecke · Haltepunkt / Haltestelle | 2,536                                                               | Unterwaltersdorf (Awanst)                  | 201 m ü. A.                                |
| |                                                                     |                                            |                                            |
| Bahnhof | 30,811−0,587                                                        | Wampersdorf (neuer Bahnhof)                | 209 m ü. A.                                |
| ehemaliger Bahnhof | 30,2240,000                                                         | Wampersdorf (alter Bahnhof)                | Wampersdorf (alter Bahnhof)                |
| Strecke mit Straßenbrücke | 32,710                                                              | A 3                                        | A 3                                        |
| Abzweig geradeaus und ehemals nach rechts | 33,380                                                              | Anschlussbahn (Awanst) Fa. Polsterer       | Anschlussbahn (Awanst) Fa. Polsterer       |
| Haltepunkt / Haltestelle, ehemals Bahnhof | 33,999                                                              | Pottendorf-Landegg vorm. Bahnhof           | 220 m ü. A.                                |
| |                                                                     | Abzweig Bahnhof Ebenfurth                  |                                            |
| Strecke geradeaus und von links |                                                                     | Raaberbahn von Sopron                      | Raaberbahn von Sopron                      |
| Strecke mit Straßenbrücke · Strecke mit Straßenbrücke | 37,815                                                              | B 60                                       | B 60                                       |
| Strecke · Bahnhof | 38,074                                                              | Ebenfurth                                  | 230 m ü. A.                                |
| |                                                                     |                                            |                                            |
| Kilometer-Wechsel | 39,11439,200                                                        | Fehlerprofil (−86 m)                       | Fehlerprofil (−86 m)                       |
| Abzweig geradeaus und ehemals nach rechts |                                                                     | Lokalbahn Ebenfurth–Wittmannsdorf          | Lokalbahn Ebenfurth–Wittmannsdorf          |
| Haltepunkt / Haltestelle | 41,689                                                              | Untereggendorf                             | 252 m ü. A.                                |
| Bahnhof | 43,816                                                              | Obereggendorf                              | 252 m ü. A.                                |
| Abzweig geradeaus und von links | 44,206                                                              | Anschlussbahn Fa. Hofer                    | Anschlussbahn Fa. Hofer                    |
| Brücke | 45,441                                                              | Ostumfahrung Wr. Neustadt                  | Ostumfahrung Wr. Neustadt                  |
| Kilometer-Wechsel | 47,01047,100                                                        | Fehlerprofil (−90 m)                       | Fehlerprofil (−90 m)                       |
| Haltepunkt / Haltestelle | 47,690                                                              | Wiener Neustadt Civitas Nova               | 263 m ü. A.                                |
| |                                                                     |                                            |                                            |
| Dienststation / Betriebs- oder Güterbahnhof | 48,450                                                              | Wiener Neustadt Hbf-Schleppbf              | 265 m ü. A.                                |
| |                                                                     |                                            |                                            |
| Brücke | 48,476                                                              | B 17                                       | B 17                                       |
| Abzweig geradeaus und von rechts |                                                                     | Südbahn von Wien Hbf                       | Südbahn von Wien Hbf                       |
| Blockstelle | 49,797                                                              | Wiener Neustadt Hbf Gleisgruppe 200        | Wiener Neustadt Hbf Gleisgruppe 200        |
| Bahnhof | 50,915                                                              | Wiener Neustadt Hbf                        | 268 m ü. A.                                |
| |                                                                     |                                            |                                            |
| Abzweig geradeaus und nach rechts |                                                                     | Schneebergbahn nach Puchberg am Schneeberg | Schneebergbahn nach Puchberg am Schneeberg |
| Strecke geradeaus und nach links |                                                                     | Mattersburger Bahn nach Sopron             | Mattersburger Bahn nach Sopron             |
| Strecke nach links |                                                                     | Aspangbahn nach Aspang                     | Aspangbahn nach Aspang                     |
| Strecke |                                                                     | Südbahn nach Spielfeld-Straß               | Südbahn nach Spielfeld-Straß               |

Die Pottendorfer Linie ist eine Bahnstrecke im Industrieviertel in Niederösterreich. Sie gehört zum Kernnetz der ÖBB-Infrastruktur.

## Geschichte

### Verworfene Pläne
Für dieses Gebiet wurden mehrmals Bahnen bis in den Orient geplant, aber nie verwirklicht.
Für die von mehreren Fabriksbesitzern schon zu Beginn der 1860er Jahre geplante Verbindungslinie von Raaber (k.k. priv. oesterreichische Staatseisenbahn-Gesellschaft) und Gloggnitzer Bahn (k.k. priv. Südbahn-Gesellschaft) wurde bereits am 30. September 1864 eine Konzession ausgestellt, gemäß der die Bahn spätestens im Jahre 1868 hätte in Betrieb gehen sollen. Trotz der Wohlhabenheit der Konzessionäre und deren Mitinteressenten konnte man sich in Finanzfragen nicht einigen, und nach dem missglückten Versuch, nachträglich Steuerbefreiung zu erlangen, wurde die Konzession zurückgegeben.

### Errichtung und Inbetriebnahme

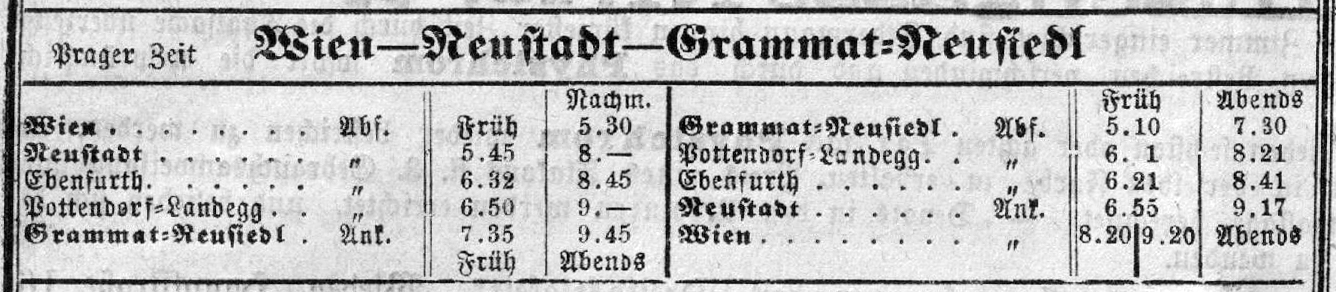
Ab 1. September 1871 geltende Fahr-Ordnung der Eisenbahn Wien–Neustadt–Grammat-Neusiedl. (Ab 10. Oktober 1871 verkehrten drei Zugpaare)

Gemäß neu erwirkter Concessionsurkunde vom 23. August 1869, zum Bau und Betrieb einer Locomotiv-Eisenbahn von Wiener-Neustadt nach Grammat-Neusiedl wurde die über Wampersdorf geführte (4,290 Postmeilen bzw. 32,5 km lange) Bahn am 1. September 1871 (für Personen und Güter) eröffnet (Wiener-Neustadt–Gramat-Neusiedler Eisenbahn). An der Linie befanden sich bei Verkehrsübergabe folgende sieben Stationen: Neustadt, Ober-Eggendorf, Ebenfurth, Pottendorf-Landegg, Unter-Waltersdorf, Mitterndorf, Gramat-Neusiedl.
Unter den vielen Eisenbahnprojekten jener Zeit war die am rechten Donauufer von Wien nach Preßburg zu führende Bahn jene, deren Verwirklichung die Reichshauptstadt auf kürzestem Weg mit dem noch jungen Transleithanien verbinden und daher aus wirtschaftlicher Sicht entsprechende Bedeutung haben würde. Bereits kurz nach Inbetriebnahme der Bahn Neustadt–Grammat-Neusiedl bestand der Plan, eine Eisenbahn Wien–Preßburg mit einer von Fischamend über Neusiedl, Schwadorf und Ebergassing führenden Linie mit der Anschlussstation Gramatneusiedl zu verbinden.

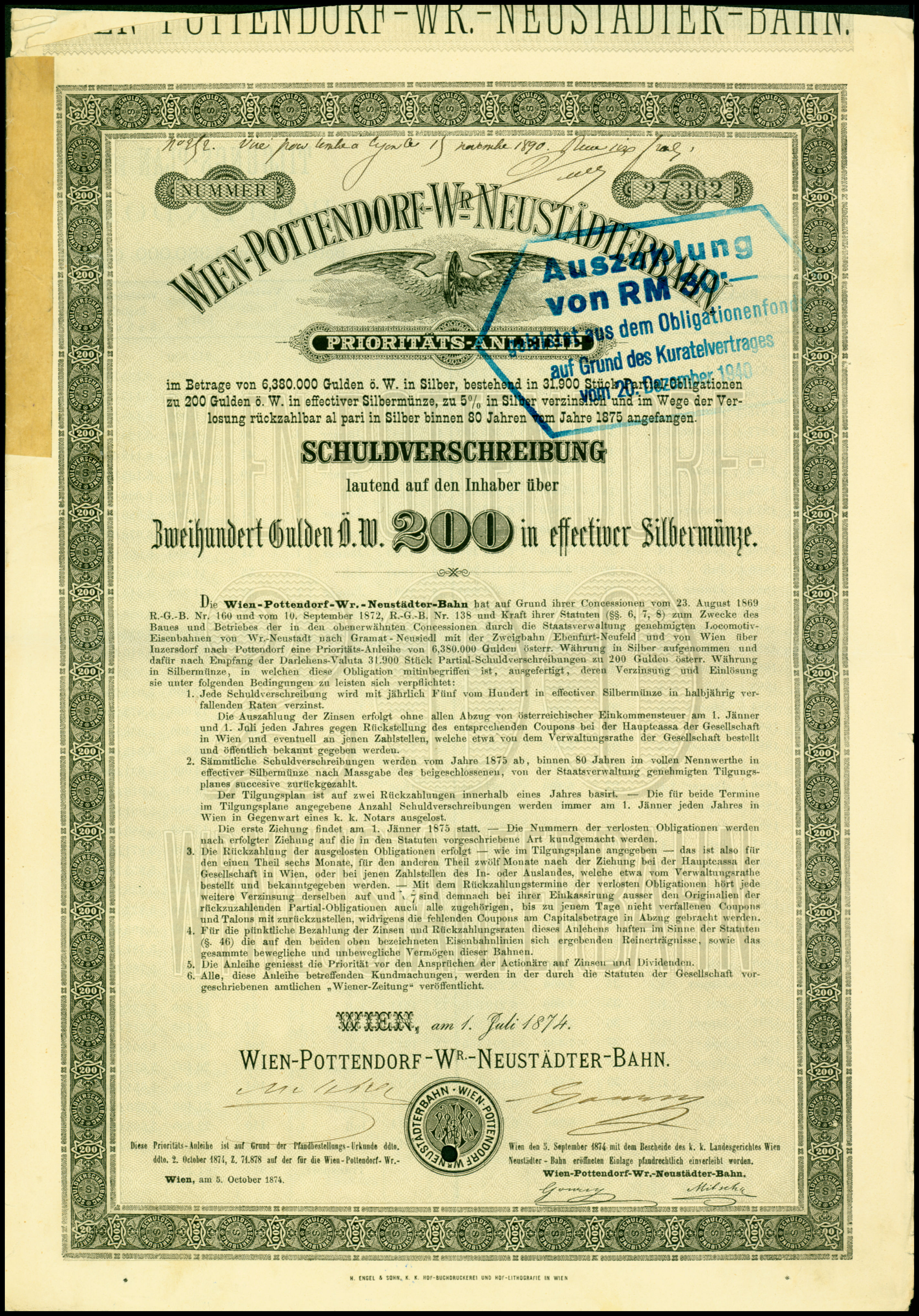
Schuldverschreibung über 200 Gulden der Wien-Pottendorf-Wr.-Neustädter-Bahn vom 1. Juli 1874

Mit 10. September 1872 erhielt der Wiener Bank-Verein eine Konzession zum Bau und Betrieb einer Locomotiv-Eisenbahn von Wien über Inzersdorf nach Pottendorf und an die ungarische Landesgränze gegen Oedenburg und erreichte 1875 auch eine Vereinigung dieser Bahn mit der bestehenden zu einer handelsgerichtlich eingetragenen Bahngesellschaft, der Firma Wien-Pottendorf-Wiener-Neustädter Bahn.
Die Eröffnung der Strecke zwischen Wampersdorf und Wien Blumental (früher Inzersdorf Metzgerwerke) fand am 7. Mai 1874 statt. Das Stück zwischen Blumental und Meidling folgte am 3. November 1875 und verlief auf einer Hochstrecke, die aber im Zweiten Weltkrieg zerstört wurde. Seither wird hier die Donauländebahn befahren, die alte Trasse war aber bis zum zweigleisigen Ausbau noch bis 2005 sichtbar.

### Bahngesellschaften
Die Wien-Pottendorf-Wiener Neustädter Eisenbahn überließ den Betrieb der Strecken der Südbahngesellschaft, nach deren Verstaatlichung 1924 wurden die Strecken von der BBÖ betrieben, die Verstaatlichung der Bahngesellschaft erfolgte aber erst später.

### Ausbau
Am 29. April 1974 wurde der elektrische Betrieb aufgenommen.
Heute zweigt die Strecke in Wien Meidling von der Südbahn ab. Seit 1983 wurde der Teil zwischen Wiener Neustadt und Wampersdorf zweigleisig ausgebaut. Die restliche Strecke zwischen Wampersdorf und Wien Meidling wurde bis Ende 2023 durchgehend zweigleisig ausgebaut.
Mit Fahrplanwechsel am 13. Dezember 2009 wurde der Bahnhof Wien Blumental aufgelassen. Nach Rück- und Umbau wurde der Bahnhof am 1. August 2011 als Haltestelle Wien-Blumental nördlich des alten Standorts wiedereröffnet; die Haltestelle Wien-Inzersdorf wurde aufgelassen.
Denkmalgeschützte Aufnahmsgebäude befanden sind in Ebreichsdorf – dieses war bis Juni 2023 in Betrieb – und in Unterwaltersdorf. Letzteres wurde infolge der am 15. Dezember 2002 wirksam gewordenen Einstellung des Personenverkehrs zwischen Gramatneusiedl und Wampersdorf aufgelassen und beherbergt nunmehr ein Heimatmuseum.
Der zweigleisige Ausbau der rund 50 Kilometer langen Pottendorfer Linie zwischen Wien Meidling und Wiener Neustadt stellte eine wichtige Maßnahme zur Kapazitätserweiterung auf der Südstrecke dar. Am 26. Juni 2016 hatten Franz Bauer, Vorstandsdirektor ÖBB-Infrastruktur AG, und Niederösterreichs Verkehrslandesrat Karl Wilfing gemeinsam mit Jozef Vasak von der Europäischen Kommission den offiziellen Startschuss für den Ausbau der Strecke vorgenommen.
Im Dezember 2016 wurde das Güterzentrum Wien Süd mit Anlagen für den Containerumschlag, die Kontraktlogistik und den konventionellen Wagenladungsverkehr in Betrieb genommen, das im Bereich des ehemaligen Bahnhofes Inzersdorf Frachtenbahnhof errichtet wurde.
Die Fahrdienstleitungen Inzersdorf-Ort und Wien-Blumental wurden zusammengelegt und sind in das neu errichtete Gebäude im Bereich des Güterzentrums Wien Süd umgezogen. Seit Ende 2018 werden die beiden Bahnhöfe, sowie Achau und Münchendorf aus der Betriebsführungszentrale Wien von einem Fahrdienstleiter fernbedient.
Der Bahnhof Hennersdorf wurde ab 2016 rückgebaut und durch einen Neubau in Hochlage ersetzt. In der kleinen Gemeinde soll mit der neuen Hochstation ein neues Ortszentrum mit Einkaufsmöglichkeiten entstehen. Der neue Bahnhof Hennersdorf verfügt über drei Bahnsteiggleise, eine überdachte Park & Ride-Anlage mit 77 PKW-Stellplätzen, zwei Ladestationen für Elektrofahrzeuge, zehn Motorradstellplätzen sowie 82 Fahrradstellplätzen. Diese Anlagen finden alle direkt unter den Gleisanlagen Platz. Der erneuerte Bahnhof Hennersdorf wurde am 21. November 2018 offiziell eröffnet.
Die Bahnhöfe Achau und Münchendorf wurden ebenfalls durch Neubauten ersetzt, diese wurden gemeinsam mit dem nun zweigleisigen Streckenabschnitt Wien Blumental – Hennersdorf – Achau – Münchendorf am 22. November 2019 eröffnet.
Bis 2023 wurde die Pottendorfer Linie vollständig zweigleisig ausgebaut, um die zwischen Wiener Neustadt und Wien stark befahrene Südbahn zu entlasten und neue Kapazitäten für Personen- und Güterverkehr zu schaffen. Ein Großteil der 2019 noch auszubauenden zehn Kilometer Strecke rund um Ebreichsdorf wurden als Neubaustrecke in geänderter Lage rund einen Kilometer östlich der bisherigen Trasse errichtet. Dabei wurde der Bahnhof Ebreichsdorf aus dem bisherigen Ortsgebiet heraus nach Osten „auf die grüne Wiese“ verlegt, womit auch Unterwaltersdorf näher an die Pottendorfer Linie rückt. Auf der alten Bahntrasse soll ein 11 ha großer Park, um den neuen Bahnhof soll im Rahmen des Ebreichsdorfer „Smart City“-Projekts ein neues Stadtviertel entstehen.

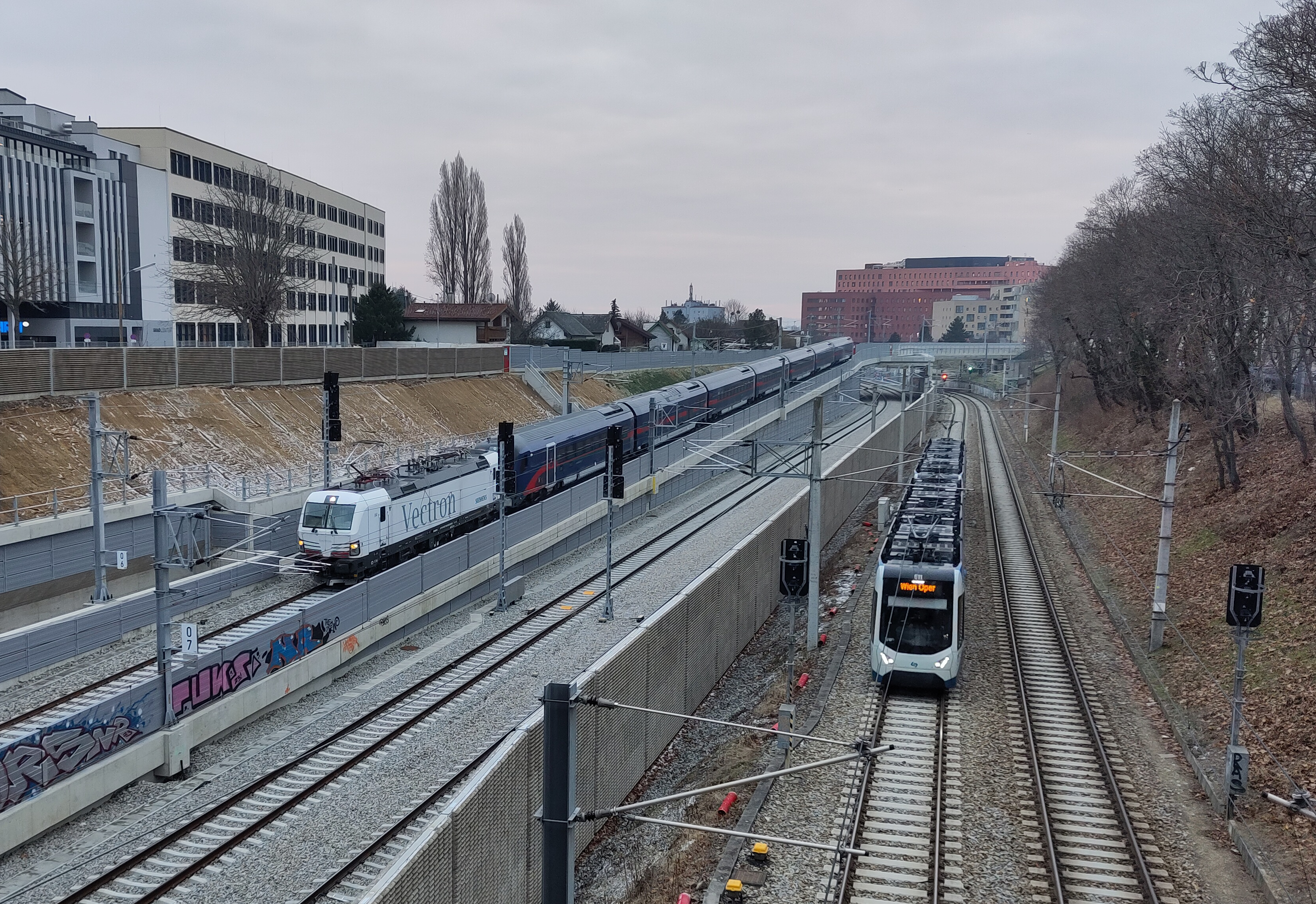
Oswaldschleife und Pottendorfer Linie nach Ausbau (Jänner 2024)

Im Dezember 2020 begann die Umweltverträglichkeitsprüfung für den zweigleisigen Ausbau des Abschnitts zwischen Wien Meidling und der Abzweigung Wien Altmannsdorf. Auf einer Länge von 855 m wurde im Bereich der Oswaldschleife ein zweites Gleis verlegt, die bestehende Eisenbahnbrücke Wittmayergasse wurde über das zweite Gleis verlängert. Die Bauarbeiten in diesem Bereich wurden 2023 abgeschlossen. Von Juli 2022 bis August 2024 wurde der Bahnhof in Wampersdorf ausgebaut und modernisiert. Zuvor wurden alle Vorarbeiten fertiggestellt.
Bis 2027 soll die Bahnstrecke Győr–Sopron–Ebenfurth im Bereich Ebenfurth neu trassiert und kurz nach der Haltestelle Pottendorf-Landegg bei km 36 niveaufrei in die Pottendorfer Linie eingebunden werden. Durch diese Lösung soll künftig das Stürzen von Zügen der Raaberbahn von und nach Wien im Bahnhof Ebenfurth entfallen.

### Unfall 2022
Am 9. Mai 2022 gegen 18:20 Uhr entgleiste ein Personenzug der Raaberbahn bei einer Weiche bei Münchendorf, im Bezirk Mödling. Ein 25-Jähriger wurde dabei getötet, drei Personen – darunter der Lokführer – wurden schwer und zehn weitere leicht verletzt. Der Zug REX 7657 wurde aus zwei dreiteiligen ventus-Triebwagen gebildet und fuhr von Deutschkreutz nordwärts Richtung Wien und Bratislava. Der führende Endwagen und der nachfolgende Mittelwagen kamen nach links von der Bahntrasse ab, gerieten dabei auf eine Böschung abwärts und kamen um 90° nach links gekippt zu liegen. Die drei an den Kupplungen getrennten Teile des Zugs kamen etwa parallel nebeneinander bei Kilometer 17,8 der zweigleisigen Strecke zu liegen bzw. stehen. Als Unglücksursache wird seitens der Raaberbahn menschliches Versagen vermutet. Zahlreiche unverletzte der 56 Fahrgäste wurden im Logistikzentrum für Großunfälle und Katastrophenhilfe NÖ Süd des Roten Kreuzes in Münchendorf versorgt. Ein Schienenersatzverkehr mit Bussen wurde eingerichtet. Mit zwei schienenbasierten Bergekränen auf beiden Seiten der Unfallstelle wurden am Vormittag des Folgetags mit der Aufgleisung der vier stehenden Garniturteile begonnen. Bei dem Unfall waren die Gleisanlagen auf einer Länge von rund 500 m und die Oberleitung auf rund 1 km Länge beschädigt worden. Die Strecke wurde am Morgen des 12. Mai 2022 wieder für den eingleisigen Verkehr freigegeben.

## Streckenverlauf
Im Bahnhof Meidling, der auf der Arsenalterrasse liegt, biegt die Pottendorfer Linie Richtung Süden in einem Einschnitt durch den Westabhang des Wienerbergs und etwa bei der heutigen U-Bahn Station Tscherttegasse Richtung Südosten, um am Südabhang des Wienerbergs hinab zum Wiener Becken zu gelangen. Zwischen Inzersdorf und Rothneusiedl wird dann in einer Rechtskurve nahezu rechtwinkelig zum bisherigen Verlauf südwestwärts abgedreht und die Liesing in ihrer Senke überbrückt.
Geradeaus geht es über die Fluren nach Hennersdorf, wo die Linie sich wiederum schnurgerade Richtung Südosten wendet, bei Achau von der Aspangbahn rechtwinkelig überkreuzt wird. Schwechat und Triesting werden nach weiterer großzügiger Kurve auf dem Weg über Münchendorf nach Ebreichsdorf passiert. Mit dem Bahnhof Wampersdorf nähert man sich bereits deutlich der Leitha, deren Niederung die Trasse über Pottendorf und Ebenfurth und schließlich entlang der Warmen Fischa geradlinig bis Wiener Neustadt folgt, wo sie noch etwa 1 km nach Beitreten von Osten parallel mit der Südbahn bis Wiener Neustadt Hauptbahnhof läuft.